# División de Honor Plata de balonmano 2023-24
La División de Honor Plata de balonmano 2023-24 es la 30ª edición de la División de Honor Plata de balonmano, la segunda división del balonmano español.

## Clubes
| Club                                   | Ciudad          | Pabellón                              |
| -------------------------------------- | --------------- | ------------------------------------- |
| Barça Atlètic                          | Barcelona       | Ciudad Deportiva Joan Gamper          |
| Tubos Aranda Villa de Aranda           | Aranda de Duero | Polideportivo Príncipe de Asturias    |
| UBU San Pablo Burgos                   | Burgos          | Polideportivo Municipal El Plantío    |
| Valinox Novás                          | El Rosal        | Pabellón Municipal de O Rosal         |
| Trasmapi UD Ibiza HC Ibiza             | Ibiza           | Polideportivo Insular de Blancadona   |
| BM. Los Dólmenes Antequera             | Antequera       | Pabellón Municipal Fernando Argüelles |
| Eón Horneo Alicante                    | Alicante        | Pabellón Municipal Pitiu Rochel       |
| Unión Financiera Balonmano Base Oviedo | Oviedo          | Polideportivo Municipal de Vallobín   |
| BM Alcobendas                          | Alcobendas      | Pabellón de los Sueños                |
| BM Guadalajara                         | Guadalajara     | Polideportivo San José                |
| Club Cisne de Balonmano                | Pontevedra      | Estadio da Xuventude                  |
| Hiros BM Caserío de Ciudad Real        | Ciudad Real     | Catedral del balonmano Quijote Arena  |
| L'Arancina HB Mallorca                 | Marrachí        | Polideportivo La Salle                |
| BM Zamora Enamora                      | Zamora          | Pabellón Polideportivo Ángel Nieto    |
| Agustinos Alicante                     | Alicante        | Pabellón Colegio San Agustín          |
| Trops Málaga                           | Málaga          | Pabellón Colegio Los Olivos           |

## Clasificación
|                                                                    | Equipo                                 | Puntos | J  | G  | E | P  | GF  | GC  | DG   |
| ------------------------------------------------------------------ | -------------------------------------- | ------ | -- | -- | - | -- | --- | --- | ---- |
| 1                                                                  | BM Guadalajara                         | 43     | 30 | 20 | 3 | 7  | 871 | 827 | 44   |
| 2                                                                  | Barça Atlètic                          | 41     | 30 | 19 | 3 | 8  | 931 | 850 | 81   |
| 3                                                                  | UBU San Pablo Burgos                   | 40     | 30 | 18 | 4 | 8  | 847 | 816 | 31   |
| 4                                                                  | Hiros BM Caserío de Ciudad Real        | 37     | 30 | 17 | 3 | 10 | 835 | 791 | 44   |
| 5                                                                  | Tubos Aranda Villa de Aranda           | 37     | 30 | 18 | 1 | 11 | 786 | 756 | 30   |
| 6                                                                  | Club Cisne de Balonmano                | 36     | 30 | 16 | 4 | 10 | 852 | 819 | 33   |
| 7                                                                  | Trops Málaga                           | 34     | 30 | 15 | 4 | 11 | 776 | 755 | 21   |
| 8                                                                  | BM Los Dólmenes Antequera              | 31     | 30 | 13 | 5 | 12 | 817 | 814 | 3    |
| 9                                                                  | BM Alcobendas                          | 26     | 30 | 9  | 8 | 13 | 804 | 817 | -13  |
| 10                                                                 | Agustinos Alicante                     | 26     | 30 | 11 | 4 | 15 | 755 | 762 | -7   |
| 11                                                                 | Eón Horneo Alicante                    | 26     | 30 | 13 | 0 | 17 | 791 | 799 | -8   |
| 12                                                                 | Valinox Novás                          | 25     | 30 | 10 | 5 | 15 | 755 | 758 | -3   |
| 13                                                                 | Trasmapi UD Ibiza HC Ibiza             | 25     | 30 | 10 | 5 | 15 | 739 | 781 | -42  |
| 14                                                                 | Unión Financiera Balonmano Base Oviedo | 25     | 30 | 11 | 3 | 16 | 777 | 796 | -19  |
| 15                                                                 | L'Arancina HB Mallorca                 | 17     | 30 | 7  | 3 | 20 | 769 | 842 | -73  |
| 16                                                                 | BM Zamora Enamora                      | 11     | 30 | 3  | 5 | 22 | 731 | 853 | -122 |
| Fuente: Federación Española de Balonmano; actualización automática |                                        |        |    |    |   |    |     |     |      |